# Шартнейка
Шартне́йка (рос. Шартнейка, марій. Шертне) — присілок у складі Гірськомарійського району Марій Ел, Росія. Входить до складу Виловатовського сільського поселення.

## Населення
Населення — 20 осіб (2010; 40 у 2002).
Національний склад (станом на 2002 рік):
- гірські марійці — 95 %